# Lista de governantes de Arborea
Os juízes de Arborea (em italiano giudici) governaram o sudoeste da ilha da Sardenha entre os séculos XI e XV. O título provinha de influência bizantina, já que era este o título oferecido pelo Imperador aos governantes subordinados no Oeste Europeu. No século XI tornaram-se independentes como um dos quatro julgados-estado que existiram na Sardenha da Idade Média. Arborea foi o julgado sardo que mais tempo resistiu às lutas entre as cidades-estado italianas de Pisa e Génova pela posse total da ilha, e também à crescente influência aragonesa na mesma desde o final do século XIII, até que o estado acabou por sucumbir em 1420.

## Juízes-Reis de Arborea

### Casa de Lacon Gunale
- 1015-1038: Gonário I
- 1038-1060: Torquitório Barisão I
- 1060-1070: Mariano I
- 1070-1100: Orzoco I
- 1100-?: Torbeno e Orzoco II
- ?-1116: Cosme I

### Casa de Lacon Serra
- 1116-1131: Gonário II
- 1131: Constantino I
- 1131-1146: Cosme II
- 1146-1186: Barisão II
- 1186-1192: Pedro I, com oposição de Hugo I
- 1192-1195: Pedro I e Hugo I

### Casa de Lacon Massa
- 1195-1206: Guilherme I, também juíz de Cagliari , ocupa brevemente o julgado de Arborea. Em 1206 devolve o poder ao genro, Hugo I, mas sob sua supervisão.

### Casa de Bas Serra(ou de Serra Bas)
- 1206-1211: Hugo I
- 1211-1217: Pedro II e Barisão III
- 1217-1241: Pedro II
- 1241-1264: Regência de Guilherme de Capraia
- 1264-1270: Mariano II com Nicolau de Capraia, filho do regente
- 1270-1287: Mariano II com oposição de Anselmo de Capraia, filho do regente
- 1287-1297: Mariano II
- 1297-1304: João I
- 1304-1308: André Otão
- 1308-1321: Mariano III
- 1321-1336: Hugo II
- 1336-1347: Pedro III
- 1347-1376: Mariano IV
- 1376-1383: Hugo III

### Casa Dória(ou de Dória Bas)
- 1383-1387: 1ª Regência de Leonor de Arborea
- 1383-1387: Frederico I
- 1387-1392: 2ª Regência de Leonor de Arborea
- 1392-1407: Mariano V

### Casa de Lara(ou de Narbona Bas)
- 1407-1420: Guilherme II

Em 1420 Guilherme vende o julgado a Afonso V de Aragão. Para a continuação dos monarcas sardos ver Monarcas da Sardenha.